# Farmacologia coclear
Farmacologia coclear refere-se ao ramo da farmacologia dedicado ao estudo de como fármacos (substâncias químicas utilizadas para tratar, prevenir ou diagnosticar doenças) e biomateriais (materiais de origem biológica ou sintética aplicados no corpo humano) interagem especificamente com a cóclea, sendo uma estrutura espiralada localizada na orelha interna (ouvido interno) e responsável pela transdução mecano-elétrica dos estímulos sonoros, ou seja, pela conversão das vibrações sonoras em impulsos elétricos que serão interpretados pelo sistema nervoso.
O campo da farmacologia coclear abrange desde o entendimento dos mecanismos de ação de fármacos na microestrutura coclear, até a busca por estratégias para superar as barreiras fisiológicas que limitam a eficácia das terapias farmacológicas aplicadas à orelha interna. A farmacologia coclear investiga também os efeitos ototóxicos de determinados medicamentos, como aminoglicosídeos e cisplatina, que podem provocar danos às células sensoriais auditivas, levando à perda auditiva permanente.
A evolução do campo da farmacologia coclear, especialmente após a década de 1990, foi impulsionada pelo avanço das técnicas de biologia molecular e engenharia de biomateriais, bem como pelo crescente entendimento da fisiopatologia da cóclea. Pesquisas recentes apontam para o potencial de plataformas nanotecnológicas, sistemas de liberação controlada e terapia celular-genética na superação das limitações atuais e na promoção de tratamentos para perda auditiva.

## Anatomia da orelha interna
A orelha interna está localizada na porção petrosa do osso temporal, região densa e profundamente situada do crânio que protege estruturas sensoriais essenciais para a audição e o equilíbrio. Nessa cavidade óssea desenvolve-se o labirinto ósseo, estrutura preenchida por perilinfa, que abriga três componentes principais: o vestíbulo, os canais semicirculares e a cóclea. O vestíbulo conecta-se aos canais semicirculares, responsáveis por detectar movimentos rotacionais da cabeça, e à cóclea, estrutura espiralada com cerca de duas voltas e meia especializada na detecção de estímulos sonoros.
No interior do labirinto ósseo encontra-se o labirinto membranoso, sistema de ductos e cavidades revestido por epitélio sensorial e preenchido por endolinfa, fluído com alta concentração de potássio que sustenta a excitabilidade celular. Esse labirinto é composto pelo ducto coclear, pelos ductos semicirculares e pelos sacos utrículo e sáculo, que contêm máculas e cristas ampulares com células ciliadas sensoriais responsáveis pela transdução de estímulos mecânicos em sinais elétricos.
Na cóclea, o ducto coclear delimita três compartimentos internos denominados escala vestibular, escala média e escala timpânica, que se comunicam no ápice por uma abertura chamada helicotrema. No interior da escala média, o órgão de Corti repousa sobre a membrana basilar e aloja fileiras organizadas de células ciliadas internas e externas sustentadas por células de suporte.

## Fisiologia coclear
As ondas viajantes que se propagam ao longo da membrana basilar (estrutura fibroelástica que varia em rigidez do ápice à base) convertem gradientes de pressão sonora em deflexões dos estereocílios (microvilosidades ricas em actina) das células ciliadas, iniciando a mecanotransdução.
Os estereocílios das células ciliadas externas projetam-se para a endolinfa e interagem com as vibrações da membrana basilar, sendo ativados por deslocamentos mecânicos que desencadeiam a abertura de canais iônicos. Esse processo leva à despolarização das células ciliadas e culmina na liberação de glutamato, neurotransmissor excitatório que ativa os neurônios do gânglio espiral, iniciando a transmissão da informação auditiva ao sistema nervoso central.
A inclinação das fileiras de estereocílios tensiona as ligações de ponta (tip links), filamentos formados pelas caderinas (proteínas de adesão celular) CDH23 e PCDH15, os quais abrem canais mecanossensíveis permeáveis a K⁺ e Ca²⁺ localizados na membrana apical; esse fluxo iônico despolariza a célula, processo dependente da elevada concentração endolinfática de potássio mantida pela estria vascular (epitélio gerador do potencial endococlear) e pelo recirculamento iônico por meio de junções comunicantes entre células de suporte.
Nas células ciliadas internas (receptores sensoriais primários), a despolarização ativa sinapses em fita (estrutura proteica que prende vesículas sinápticas próximas à liberação contínua de neurotransmissores) e leva à exocitose de glutamato (principal neurotransmissor excitatório) sobre dendritos de neurônios do gânglio espiral, onde receptores ionotrópicos do tipo AMPA (canais iônicos ativados pelo neurotransmissor glutamato) promovem a transmissão rápida do sinal para o nervo auditivo (vestibulococlear).
As células ciliadas externas (atuadores cocleares) exibem motilidade eletromecânica graças à prestina (SLC26A5, proteína transportadora que funciona como motor piezoelétrico), alterando seu comprimento em resposta a variações de potencial de membrana e amplificando a vibração da membrana basilar, o que aumenta a sensibilidade e a seletividade frequencial da cóclea.
A atividade das células ciliadas externas é modulada por eferências colinérgicas (uso acetilcolina como neurotransmissor) que se ligam a receptores nicotínicos α9α10 (canais iônicos pentaméricos permeáveis a Ca²⁺), desencadeando a abertura de canais de potássio ativados por cálcio e reduzindo a motilidade celular, mecanismo essencial para a proteção contra estímulos intensos e para o ajuste fino da amplificação coclear. Disfunções em qualquer componente molecular ou estrutura do sistema coclear, das ligações de ponta até as proteínas motoras ou receptores sinápticos, podem comprometer a transdução mecano-elétrica e resultar em perda auditiva sensorioneural (perdas causadas por danos às células ciliadas da cóclea ou aos neurônios aferentes do nervo vestibulococlear, responsáveis pela condução dos sinais auditivos no córtex auditivo).

## Farmacocinética coclear
O campo de estudo da farmacocinética coclear abrange a investigação detalhada dos processos de absorção, distribuição, metabolismo e eliminação (conhecidos pela sigla ADME, que designa as etapas do trajeto dos fármacos no organismo) nos compartimentos cocleares, incluindo espaços perilinfáticos (preenchidos por perilinfa, líquido que envolve a cóclea externamente) e endolinfáticos (preenchidos por endolinfa, líquido interno do ducto coclear). Também são estudados os desafios impostos pelas particularidades anatômicas e funcionais da orelha interna, como sua compartimentalização e vascularização.

## Barreiras anatomofisiológicas
A barreira hemato-labiríntica (BLB, do inglês blood-labyrinth barrier) é uma estrutura anatômica formada por células endoteliais e junções intercelulares que controla rigorosamente o que pode entrar ou sair dos vasos sanguíneos para os tecidos do ouvido interno. Ela é funcionalmente semelhante à barreira hematoencefálica (que protege o cérebro), limitando a passagem de moléculas a partir da circulação sistêmica. Essa restrição resulta em baixa biodisponibilidade coclear (pequena quantidade de fármaco alcança realmente a cóclea) e pode aumentar o risco de efeitos adversos sistêmicos, já que, para se obter concentração terapêutica na orelha interna, muitas vezes são necessárias doses elevadas. Pesquisas demonstram ser possível promover uma abertura transitória e controlada da BLB, por exemplo, utilizando ultrassom de baixa pressão, o que aumenta o influxo de fármacos para o ouvido interno, ampliando o potencial terapêutico dessas intervenções.

## Rotas de administração e terapias locais
Devido à barreira hemato-labiríntica, estratégias alternativas para o tratamento de doenças da cóclea têm sido desenvolvidas, especialmente as técnicas de administração local. Entre essas técnicas destaca-se a injeção intratimpânica (introdução do fármaco na orellha média através do membrana timpânica), que permite que o medicamento atravesse a membrana da janela redonda (membrana que separa a orelha média da cóclea, localizada na base da rampa timpânica) e atinja diretamente a perilinfa. Essa abordagem foi testada em estudos clínicos e pré-clínicos para o tratamento de perdas auditivas sensorioneurais. Além disso, existe crescente desenvolvimento de terapias combinadas, em que sistemas de liberação de fármacos são acoplados a implantes cocleares (dispositivos eletrônicos para restaurar a audição em casos de perda auditiva de grau profundo), proporcionando tratamento simultâneo.

## Tecnologias de liberação controlada
O avanço tecnológico possibilitou o desenvolvimento de microbombas (pequenas bombas implantáveis que liberam doses precisas de medicamento), dispositivos microfluídicos (sistemas em escala micrométrica para transporte e controle de fluidos) e reservatórios em eletrodos de implantes cocleares, que permitem uma perfusão intracoclear (introdução controlada de medicamentos na cóclea) cronometrada e dose-controlada.
Modelagens tridimensionais desses sistemas demonstram que a distribuição dos medicamentos na cóclea segue um gradiente baso-apical (variação de concentração do início para o final da cóclea), com depuração (eliminação) lenta dos fármacos. Por exemplo, em experimentos com coelhos, foi observado que a dexametasona (corticosteroide usado para tratar inflamações e reduzir danos celulares) possui uma meia-vida de aproximadamente 22,5 minutos na perilinfa, indicando rápida eliminação, o que estimula o desenvolvimento de sistemas de liberação sustentada, como os hidrogéis termossensíveis (exemplo: Poloxamer, substância que se solidifica em contato com a temperatura corporal, liberando o fármaco gradualmente).

## Fármacos ototóxicos e estratégias otoprotetoras
A farmacologia coclear investiga tanto os efeitos de agentes ototóxicos (substâncias capazes de provocar lesão no sistema auditivo, como antibióticos aminoglicosídeos, compostos de platina utilizados em quimioterapia e diuréticos de alça, que podem danificar células sensoriais ou neurônios auditivos), quanto as estratégias para proteger e regenerar as estruturas auditivas, como o uso de nanopartículas (partículas nanométricas que carregam e liberam fármacos de maneira direcionada), fatores neurotróficos (proteínas que promovem sobrevivência e crescimento neuronal) e recobrimentos bioativos em implantes cocleares (materiais que estimulam a integração e proteção das células da cóclea).

## Perspectivas terapêuticas
Persistem desafios técnicos importantes, como a obtenção de uma distribuição homogênea do fármaco ao longo de toda a cóclea, a minimização das perdas do medicamento pela tuba auditiva (canal que liga a orelha média à nasofaringe), e a validação rigorosa da biossegurança dos dispositivos implantáveis. Os ensaios clínicos atualmente em andamento investigam diferentes estratégias, incluindo implantes cocleares liberadores de esteroides, hidrogéis de liberação lenta e microbombas implantáveis, visando possibilitar o uso rotineiro dessas plataformas para o tratamento de condições como perda auditiva súbita, ototoxicidade medicamentosa e trauma acústico. Pesquisas buscam desenvolver agentes protetores e reparadores, capazes de prevenir ou minimizar lesões na cóclea, incluindo antioxidantes, inibidores de apoptose e moléculas de terapia gênica. O conhecimento em farmacologia coclear é fundamental não somente para o desenvolvimento de terapias inovadoras para perda auditiva, mas também para o manejo clínico de diversas doenças da orelha interna.